# La isla de las almas perdidas
La isla de las almas perdidas (título original: Island of Lost Souls) es una película estadounidense de 1932 de los géneros de ciencia ficción y terror dirigida por Erle C. Kenton y basada en la novela La isla del doctor Moreau de H. G. Wells. Producida y distribuida por Paramount Pictures, esta protagonizada por Charles Laughton, Richard Arlen, Kathleen Burke y Bela Lugosi.

## Trama
Edward Parker es un marinero que se encuentra varado en una isla ocupada por el científico Dr. Moreau. Parker acepta quedarse hasta que llegue el próximo barco; Moreau le presenta a Lota quien, sin que Parker lo sepa, es mitad pantera. Se revela que todos los habitantes de la isla son el resultado de los experimentos de Moreau para crear humanos a partir de animales. Moreau intenta persuadir a Lota para que tenga relaciones sexuales con Parker para así continuar con sus experimentos.

## Reparto
- Charles Laughton como Dr. Moreau
- Richard Arlen como Edward Parker
- Leila Hyams como Ruth Thomas
- Bela Lugosi como el Recitador de la Ley
- Kathleen Burke como Lota, la mujer pantera
- Arthur Hohl como Montgomery
- Stanley Fields como Capitán Davies
- Paul Hurst como Donahue
- Hans Steinke como Ouran
- Tetsu Komai como M'Ling

## Producción
La película es la continuación de Paramount de la exitosa película de terror El hombre y el monstruo (1931). Varios escritores, incluyendo Joseph Moncure March, Cyril Hume, Garrett Fort y Philip Wylie, trabajaron en los guiones de la película. Si bien Paramount había invitado al actor de teatro Charles Laughton a Hollywood, no tenían la película preparada para él, lo que lo llevó a trabajar en otros proyectos en 1932. Para el papel de Lota, la mujer pantera, se realizó un concurso en todo Estados Unidos para elegir a una actriz desconocida para la película. De entre miles de contendientes, el grupo final fue Lona Andre, Gail Patrick, Verna Hillie y la ganadora Kathleen Burke. La isla de las almas perdidas comenzó a rodarse el 1 de octubre de 1932. Algunas escenas se filmaron en locaciones de la isla Catalina. Durante la producción, Bela Lugosi se unió al elenco, tras declararse en quiebra ese mismo mes. La producción finalizó a principios de noviembre.

## Lanzamiento, censura y recepción
La isla de las almas perdidas se estrenó en diciembre de 1932, y desde entonces se han publicado varias versiones editadas con varias modificaciones para eliminar diálogos y escenas que involucran al Dr. Moreau. La película fue prohibida en varios países, incluidos el Reino Unido, Alemania, Italia, India y Nueva Zelanda. Los lanzamientos para cine, televisión y formato doméstico se han visto truncados hasta el año 2011 con el lanzamiento de The Criterion Collection, cuyo presidente lo describió como una de las restauraciones más difíciles que habían realizado. La recepción crítica contemporánea fue mixta, destacando la naturaleza horrorosa de la película. Las críticas retrospectivas han sido en su mayoría positivas y a menudo han elogiado la actuación de Laughton; algunas críticas elogiaron la cinematografía, mientras que otras destacaron los temas perturbadores de la película.